# Drassyllus texamans
Drassyllus texamans är en spindelart som beskrevs av Chamberlin 1936. Drassyllus texamans ingår i släktet Drassyllus och familjen plattbuksspindlar. Inga underarter finns listade i Catalogue of Life.